# Nicolas Jules
Pour les articles homonymes, voir Jules.
 (août 2022).
Si vous disposez d'ouvrages ou d'articles de référence ou si vous connaissez des sites web de qualité traitant du thème abordé ici, merci de compléter l'article en donnant les références utiles à sa vérifiabilité et en les liant à la section « Notes et références ».
Nicolas Jules (né en mars 1973) est un auteur-compositeur-interprète français.

## Biographie
En 1991, à 18 ans, Nicolas Jules dessine, écrit, fait du théâtre et commence à chanter dans un groupe de rock, Mama Vaudou, vers Poitiers.
En 1994, il n'a plus de groupe. Il achète sa première guitare et compose des dizaines de chansons avec les quelques accords qu'il vient d'apprendre en autodidacte. Il abandonne ses études de lettre pour pratiquer la musique à temps plein.
En 1998, Francofolies de La Rochelle, premiers passages sur France Inter et sur diverses télés régionales.
En 1999, il reçoit le prix chanson des Découvertes du Printemps de Bourges remis par Jacques Higelin
En 2000, il reçoit le prix du Jury au Festival "Alors Chante !" de Montauban.
Ouvre pour Jacques Higelin, Jean-Louis Aubert, Arno, Les Wampas, Claude Nougaro, Brigitte Fontaine, Dominique A, Miossec, Pigalle, François Béranger, Têtes Raides, Mardi Gras BB, Rachid Taha, Nilda Fernandez, Paris Combo, Sanseverino, Thomas Fersen, etc.
Son premier « véritable » album sort en 2004 : Le Cœur sur la table, 14 chansons qui lui valent les éloges de la presse, malgré l'absence de maison de disque et de réelle promo, et le prix coup de cœur de l'Académie Charles-Cros.
En 2005 il reçoit le prix Félix-Leclerc remis à l'occasion de FrancoFolies de Montréal.
En 2010, sort le disque Shaker, enregistré à Montréal avec la collaboration des musiciens québécois Fred Boudreault et Urbain Desbois, ainsi que le batteur bordelais Roland Bourbon qui détient le record de longévité puisqu'il accompagne Nicolas Jules depuis 2004
En 2017, Nicolas Jules reçoit le grand prix de l'Académie Charles-Cros pour son album Crève-Silence.
En 2024 chez les éditions Gros Textes sort un recueil de poèmes : "haltérophile" 
Nicolas Jules est également membre du groupe Bancal Chéri (avec Roland Bourbon, Dimoné et Imbert Imbert. Un premier album en 2018, un second en 2022. Il est aussi membre du groupe September Cohen (avec Pascal Maupeu et Éric Lareine).
Il a effectué plus de 2500 concerts à ce jour, en solo ou accompagné de musiciens.

## Discographie
(mai 2024).
La mise en forme du texte ne suit pas les recommandations de Wikipédia : il faut le « wikifier ».
Les points d'amélioration suivants sont les cas les plus fréquents. Le détail des points à revoir est peut-être précisé sur la page de discussion.
- Les titres sont pré-formatés par le logiciel. Ils ne sont ni en capitales, ni en gras.
- Le texte ne doit pas être écrit en capitales (les noms de famille non plus), ni en gras, ni en italique, ni en « petit »…
- Le gras n'est utilisé que pour surligner le titre de l'article dans l'introduction, une seule fois.
- L'italique est rarement utilisé : mots en langue étrangère, titres d'œuvres, noms de bateaux, etc.
- Les citations ne sont pas en italique mais en corps de texte normal. Elles sont entourées par des guillemets français : « et ».
- Les listes à puces sont à éviter, des paragraphes rédigés étant largement préférés. Les tableaux sont à réserver à la présentation de données structurées (résultats, etc.).
- Les appels de note de bas de page (petits chiffres en exposant, introduits par l'outil «  Source ») sont à placer entre la fin de phrase et le point final[comme ça].
- Les liens internes (vers d'autres articles de Wikipédia) sont à choisir avec parcimonie. Créez des liens vers des articles approfondissant le sujet. Les termes génériques sans rapport avec le sujet sont à éviter, ainsi que les répétitions de liens vers un même terme.
- Les liens externes sont à placer uniquement dans une section « Liens externes », à la fin de l'article. Ces liens sont à choisir avec parcimonie suivant les règles définies. Si un lien sert de source à l'article, son insertion dans le texte est à faire par les notes de bas de page.
- La présentation des références doit suivre les conventions bibliographiques. Il est recommandé d'utiliser les modèles {{Ouvrage}}, {{Chapitre}}, {{Article}}, {{Lien web}} et/ou {{Bibliographie}}. Le mode d'édition visuel peut mettre en forme automatiquement les références.
- Insérer une infobox (cadre d'informations à droite) n'est pas obligatoire pour parachever la mise en page.

Pour une aide détaillée, merci de consulter Aide:Wikification.
Si vous pensez que ces points ont été résolus, vous pouvez retirer ce bandeau et améliorer la mise en forme d'un autre article.
- De l'Oreillette au Ventricule (1998) / EP 6 titres
- Doigts dans les Doigts (2000) / EP 5 titres
- Tête à Cloaque (2002) / EP 5 titres
- Le Cœur sur la Table (2004) / Album 14 titres
- L'Atelier - Live in New-Orleans (en public à l'Atelier) (2005) / Album 22 titres
- Powête (2008) / Album 15 titres[1]
- Shaker (2010) / Album 11 titres
- La nuit était douce comme la queue rousse du diable au sortir du bain (2013) / Album 14 titres
- Crève-Silence (2017) / Album 12 titres
- Le Banquet invite Nicolas Jules (2019) / Album 14 titres
- Les Falaises (2019) / Album 11 titres
- Douze oiseaux dans la forêt de pylônes électriques (2020) / Album 12 titres
- Le Yéti (2021) / Album 17 titres
- Carnaval Sauvage (2022) / Album 12 titres
- La reine du secourisme (2024) / Album 14 titres
- Rock'n'roll marabout (2025) / Album 14 titres